# Manuldruck
Der Manuldruck (auch Reflexkopierverfahren) ist ein historisches Flachdruckverfahren. Es wurde  von Max Ullmann erfunden und am 19. August 1913 patentiert (Patentschrift Nr. 287214). Max Ullmann war ein deutscher Ingenieur, Druckereibesitzer, Geschäftsführer und Seniorchef der Firma F.Ullmann, Graphische Kunstanstalt und Verlag, Zwickau i.S. Das Manulverfahren wurde durch eine Umstellung seines Nachnamens benannt. Der Manuldruck war bis in die 1940er Jahre verbreitet und ist heute weitgehend durch die Reprographie ersetzt.
Beim Manuldruck wird die bedruckte Seite zum Beispiel eines Papiers auf eine Glasplatte, die mit einer lichtempfindlichen Schicht (z. B. Chromgelatine) versehen ist, gelegt. Nach Belichtung durch die Glasplatte hindurch und photochemischer Behandlung entsteht ein Negativ. 
Auf die Negativschicht wird ein dünnes durchsichtiges Papier aufgeklebt. Mit diesem wird das Negativ von der Glasplatte abgezogen. Das Manulnegativ kann mehrfach auf Bleche zum Offsetdruck übertragen werden.
Der Manuldruck wurde vorwiegend zum Nachdruck vergriffener Bücher (Reprint) und zum Druck kleiner Auflagen, zum Beispiel von Dissertationen, verwendet. Als ein Nachdruckverfahren kann es als frühes Kopierverfahren verstanden werden.